# Epir (antička država)
Epir (epirski grčki: grc. Ἄπειρος, Ápeiros; grc. Ἤπειρος grčki: Ἤπειρος, Ḗpeiros) bila je drevna grčka država i kraljevstvo, smješteno u geografskom području Epira na zapadnom Balkanu. Domovina starih Epirota graničila je s Etolskom ligom na jugu, drevnom Tesalijom i Makedonijom na istoku i ilirskim plemenima na sjeveru. Za kratko razdoblje (280. pr. Kr. – 275. pr. Kr.), epirski kralj Pir uspio je od Epira stvoriti moćnu državu u grčkom svijetu, usporedivu s makedonskom i rimskom. Njegove su vojske krenule protiv Rima tijekom neuspješnog pohoda na Italiju.

## Povijest

### Prapovijest
Epir su barem od neolitika nastanjivali pomorci uz obalu i lovci i pastiri u unutrašnjosti koji su sa sobom donijeli grčki jezik. Ti su ljudi svoje vođe pokopali u velike tumule slične mikenskim grobnicama, što ukazuje na vezu predaka između Epira i Mikenske civilizacije. Određeni broj mikenskih ostataka pronađen je u Epiru, posebno na najvažnijim drevnim vjerskim nalazištima u regiji, Nekromanteionu na rijeci Aheront i Zeusovom proročištu u Dodoni. Epir je imao jake veze s drugim grčkim regijama poput Makedonije, Tesalije, Etolije i Akarnanije.
Dorani su napali Grčku iz Epira i Makedonije krajem 2. tisućljeća prije Krista (oko 1100. pr. Kr. – 1000. pr. Kr.), iako su razlozi njihove seobe nejasni. Izvorni stanovnici regije invazijom su bili odvedeni na jug u grčko kopno, a početkom 1. tisućljeća prije Krista u Epiru su se pojavila tri glavna skupa grčki govornih plemena. To su bili Kaoni sjeverozapadnog Epira, Mološani u središtu i Tesproti na jugu. Regija u kojoj je živio svaki od ovih etnih imala je svoje ime (Kaonija, Molosija, Tesprocija), pa izvorno nije postojalo jedinstveno ime za cijelu regiju.
Grčki toponim Epir, što znači "kopno" ili "kontinent", prvi se put pojavljuje u djelu Hekateja Milećanina u 6. stoljeću prije Krista i jedno je od rijetkih grčkih imena s gledišta vanjskog promatrača s pomorsko-geografskom perspektivom. Iako izvorno nije izvorno ime Epirota, stanovnici tog područja kasnije su ga prihvatili.

### Mološka ekspanzija (470. pr. Kr. – 330. pr. Kr.)
Mološka dinastija Ajakida je uspjela stvoriti prvu centraliziranu državu u Epiru od oko 370. prije Krista pa nadalje, širi svoju moć na račun suparničkih plemena. Ajakidi su se udružili sa sve moćnijim kraljevstvom Makedonije, dijelom protiv zajedničke prijetnje ilirskim prepadima, a 359. pr. Kr. mološka princeza Olimpijada, nećakinja Aribe od Epira, udala se za kralja Filipa II. Makedonskog (r. 359. pr. Kr. – 336. pr. Kr.). Ona će postati majka Aleksandra Velikog. Smrću Aribe, Aleksandar Molosijski, stric Aleksandra Makedonskog, naslijedio je prijestolje s naslovom epirskog kralja.
Godine 334. pr. Kr., u vrijeme kad je Aleksandar Veliki vojevao u Aziji, Aleksandar I. Molosijski vodio je ekspediciju u južnoj Italiji u znak podrške grčkim gradovima Magne Graecie protiv obližnjih talijanskih plemena i nove Rimske Republike. Nakon nekoliko uspjeha na bojnom polju, poražen je od koalicije talijanskih plemena u bitci kod Pandozije 331. pr. Kr.

### Epirsko kraljevstvo (330. pr. Kr. – 231. pr. Kr.)
330. godine prije Krista, nakon smrti Aleksandra Mološkog, pojam "Epir" pojavljuje se prvi put kao jedinstvena politička jedinica u starogrčkim zapisima, pod vodstvom Mološke dinastije. Potom su se kovali novci triju glavnih plemenskih skupina Epirota, a izdan je i novi novac s legendom Epiroti. Nakon smrti Aleksandra I., Eacidid iz Epira, koji ga je naslijedio, zagovarao je uzrok Olimpijade protiv Kasandra, ali je s trona svrgnut 313. pr. Kr.
Aeakidov sin Pir došao je na prijestolje 295. pr. Kr. Pir, kao vješt general, bio je ohrabren da pomogne Grcima iz Tarenta i odlučio je pokrenuti veliku ofenzivu na talijanskom poluotoku i Siciliji. Zbog svojih superiornih borilačkih sposobnosti, vojska Epirota pobijedila je Rimljane u bitci kod Herakleje (280. pr. Kr.). Poslije su Pirove snage gotovo došle do predgrađa Rima, ali morale su se povući kako bi izbjegle neravnopravan sukob s brojnijom rimskom vojskom. Sljedeće je godine Pir napao Apuliju (279. pr. Kr.) i dvije su se vojske sastale u bitci kod Askula, gdje su Epiroti odnijeli istoimenu Pirovu pobjedu, uz visoku cijenu.
Godine 277. pr. Kr. Pir je zauzeo kartašku tvrđavu u Eryxu na Siciliji. To je potaknulo ostatak gradova pod kontrolom Kartage da pređu na Pirovu stranu. U međuvremenu, počeo je pokazivati despotsko ponašanje prema sicilijanskim Grcima i ubrzo se sicilijansko mišljenje rasplamsalo protiv njega. Iako je u bitci pobijedio Kartažane, bio je prisiljen napustiti Siciliju.
Pirova talijanska kampanja završila se nakon neodlučene bitke kod Beneventa (275. pr. Kr.). Izgubivši veliku većinu svoje vojske, odlučio se vratiti u Epir, što je konačno rezultiralo gubitkom svih njegovih talijanskih posjeda. Zbog njegovih skupih pobjeda, izraz " pirova pobjeda " često se koristi za pobjedu s pogubnim troškovima za pobjednika.

### Epirska liga (231. pr. Kr. – 167. pr. Kr.)
Godine 233. pr. Kr. ubijen je posljednji preživjeli član kraljevske kuće Eakida, Deidamija. Njenom smrću kraljevska obitelj Epirota naglo je izumrla i uspostavljena je savezna republika, iako sa smanjenim teritorijem, budući da je zapadna Akarnanija utvrdila svoju neovisnost, a Etolci su zauzeli Ambraciju, Amfilohiju i preostalu zemlju sjeverno od Ambracijskog zaljeva. Stoga je novi glavni grad Epirota uspostavljen u Fenikiji, političkom središtu Kaonijaca. Razlozi brzog pada dinastije Eakida vjerojatno su bili složeni. Etolski pritisak morao je igrati ulogu, a savez s Makedonijom možda je bio nepopularan; uz to su postojale možda i socijalne napetosti.  Međutim, Epir je ostao značajna sila, ujedinjena pod pokroviteljstvom Epirotske lige kao savezna država sa svojim parlamentom (ili synedrionom).
Sljedećih godina Epir se suočio s rastućom prijetnjom ekspanzionističke Rimske Republike, koja je vodila niz ratova s Makedonijom. Liga je ostala neutralna u prva dva makedonska rata, ali se podijelila u Trećem makedonskom ratu (171. pr. Kr. – 168. pr. Kr.), s Mološanima koji su se priklonili Makedoncima, a Kaonijci i Tesproti Rimom. Ishod je bio poguban za Epir; Molosija je pala pod Rim 167. pr. Kr. te je 150 000 njegovih stanovnika bilo je porobljeno.

## Organizacija
U antici su Epir naselila ista nomadska helenska plemena koja su nastavila naseljavati ostatak Grčke. Za razliku od većine ostalih Grka toga doba, koji su živjeli u ili oko gradova-država poput Atene ili Sparte, Epiroti su živjeli u malim selima, a njihov način života bio je stran onome polisu južnih Grka. Njihova je regija ležala na rubu grčkoga svijeta i bila je daleko od mirne; dugi niz stoljeća ostao je pogranično područje u sukobu s ilirskim narodima jadranske obale i unutrašnjosti. Međutim, Epir je imao daleko veće vjersko značenje nego što se moglo očekivati s obzirom na njegovu zemljopisnu udaljenost, zbog prisutnosti svetišta i proročišta u Dodoni – kojeg su smatrali drugim samo zbog poznatijeg proročišta u Delfima.

## Kultura
Barem od klasične antike, Epiroti su bili govornici epikorskog sjeverozapadnog grčkog dijalekta, različitog od dorskih dijalekata grčkih kolonija na jonskim otocima, i nositelji uglavnom grčkih imena, o čemu svjedoče epigrafija i književni dokazi.
Nicholas Hammond tvrdi da je glavna društvena struktura Epirota bilo pleme i da su govorili zapadno-grčkim dijalektom. Tom Winnifrith (1983.) tvrdi da su se Epiroti kulturno usko povezali s ostatkom grčkog svijeta tijekom stoljeća koja su prethodila rimskom osvajanju regije (3. – 2. stoljeće prije Krista), dok se proces helenizacije nastavio i nakon osvajanja. Kao takvi njihovi vladari tvrdili su grčko podrijetlo. S druge strane, Johannes Engels (2010), tvrdi da su genealoške veze kroz trojanski ciklus i druge mitove snažno povezale Epir s ostatkom Grčke, isključujući ozbiljnu raspravu o grčkoj pripadnosti Epirota. Jezik kojim su govorili smatran je primitivnim sjeverozapadnim grčkim dijalektom, ali nije bilo sumnje da je to grčki. Način života u Epiru bio je arhaičniji od onog u korintskim i korkirejskim kolonijama na obali, ali nikada nije bilo rasprave o njihovoj pripadnosti Grčkoj.
Čini se da su Epiroti s klasičnom antikom smatrani s nekim prezirom. Atenski povjesničar Tukidid iz 5. stoljeća prije Krista opisuje ih kao " barbare" u svojoj Povijesti Peloponeskog rata kao i Strabon u svojoj Geografiji. Drugi ih pisci, poput Dionizija iz Halikarnasa, Pauzanije i Eutropija opisuju kao Grke. Simon Hornblower tumači nejasne, a ponekad čak i antitetične komentare Tukidida o Epirotima kao da impliciraju da oni nisu bili ni potpuno "barbarski" ni potpuno grčki, već srodni potonjem. Značajno je da je Tukidid imao slična gledišta na susjedne Etoljane i Akarnijane, iako dokazi ne ostavljaju sumnju da su bili Grci. Izraz "barbar" možda je označavao ne samo jasno negrčko stanovništvo, već i grčko stanovništvo na rubu grčkoga svijeta s osobitim dijalektima. Daleko pouzdaniji izvor gledišta Grka je popis svetih izaslanika u Epidauru, koji uključuje Epirote. Popis koji je sastavljen 360. g. prije Krista uključuje svete izaslanike (članovi vladajuće obitelji svakog plemena) od Mološana, Kasopejanaca, Kaonijaca i Tesprota.
Što se tiče religije, oni su štovali iste bogove kao i ostali Grci. Nisu pronađeni tragovi negrčkih božanstava sve do helenističkog doba (uvođenjem orijentalnih božanstava u grčki svijet). Njihovo vrhovno božanstvo bio je Zeus, a Dodonino proročište pronađeno u zemlji Mološana privuklo je hodočasnike iz cijelog grčkog svijeta. Kao i ostatak Epirota, bili su uključeni u thearodokoi kataloge gdje su samo Grci smjeli sudjelovati na Panhelenskim igrama i festivalima. Aristotel je smatrao da je regija oko Dodone bila dio Helade i regije u kojoj su Heleni nastali. Plutarh spominje zanimljiv kulturni element Epirota u vezi s grčkim junakom Ahilom. U svojoj biografiji kralja Pira on navodi da je Ahilej "imao božanski status u Epiru, a na lokalnom dijalektu zvao se Aspetos" (što na homerskom grčkom znači "neizreciv" ili "neizrecivo velik").